# 세아특수강
주식회사 세아특수강은 대한민국의 철강생산업체이다.

### 내용주
1. ↑  공모가 28,000원에 상장